# Val di Nizza
Val di Nizza é uma comuna italiana da região da Lombardia, província de Pavia, com cerca de 686 habitantes. Estende-se por uma área de 29 km², tendo uma densidade populacional de 24 hab/km². Faz fronteira com Fortunago, Montesegale, Ponte Nizza, Ruino, Valverde, Varzi.

## Demografia
| Variação demográfica do município entre 1861 e 2011                               |
|                                                                                   |
| Fonte: Istituto Nazionale di Statistica (ISTAT) - Elaboração gráfica da Wikipedia |